# Óscar Ortubé
Juan Óscar Ortubé Vargas (La Paz, 24 maggio 1944 – Buenos Aires, 1º gennaio 2024) è stato un arbitro di calcio boliviano, internazionale dal 1970 al 1991.

## Biografia
Iniziò la carriera nel campionato nazionale boliviano negli anni 1960. Nel 1970, all'età di 26 anni, fu nominato internazionale, dirigendo poi durante varie edizioni della Coppa Libertadores.
Ortubé fu designato spesso per dirigere gli incontri decisivi nel campionato di massima serie boliviano una volta che questo divenne professionistico nel 1977. Arbitrò più volte le finali del torneo. Nel 1985 fu scelto per la prima volta per una competizione per squadre nazionali, presenziando nell'incontro del Mondiale U-16 tra Qatar under 16 e Ungheria under 16.
Nel 1987 venne ancora una volta incluso nella lista per il Mondiale U-16, ove arbitrò Canada under 16 contro Qatar Under-17. Debuttò in una competizione per selezioni maggiori durante la Copa América 1989, nell'incontro tra Paraguay e Colombia. Fece anche parte del gruppo degli arbitri per la Copa América 1991, assommando due presenze. Il 1991 fu anche l'ultimo anno da arbitro internazionale.
Con Jorge Antequera e Luis Barrancos fu tra i migliori arbitri boliviani del tempo e, con 292 presenze, divenne il terzo arbitro per numero di incontri diretti in massima serie boliviana.
Suo nipote René Ortubé divenne anch'egli arbitro di calcio.
Morì a Buenos Aires il 1º gennaio 2024 all'età di 79 anni.